# 伊藤素道
伊藤 素道（いとう もとみち、1928年4月13日 - 2003年8月7日）は、第二次世界大戦後の時期に、1948年結成のリリオ・リズム・ボーイズ、1952年以降には、リリオ・リズム・エアーズと称したグループを率い、おもにハワイアンやジャズ、ポップスなどの洋楽をレパートリーとした日本の歌手。
後には、渡辺プロダクションに参加し、草創期のテレビの音楽バラエティ番組で「コミカルなコーラス・グループ」としても活動するようになり、『光子の窓』などに出演した。この時期には、伊藤素道とリリオ・リズム・エアーズ名義として、テレビ番組『ローハイド』の主題歌「ローハイド」（1959年）や、ポップスの「リトル・ダーリン」（1960年）などを英語で歌い、ヒットさせた。
1960年には、ミュージカル『見上げてごらん夜の星を』の初演に出演し、主題歌「見上げてごらん夜の星を」（後に坂本九の歌唱によって有名になる）を歌った。
1961年当時には、日本テレビで『リリオ・リズムエアーズ・ショー』という看板番組をもっていたが、この番組は、放送作家として台本を書いていた前田武彦が、自ら毎回端役で出演し、タレントとして注目される契機となった。
1968年にグループを解散してソロとなった。

## 出演

### CM
- ヤシカ ヤシカラピード（伊藤素道とリリオ・リズム・エアーズとして出演。1961年。ACC第1回TV部門第6種1位）[8]